# Kylinge
Kylinge är en småort i Gammalstorps socken i Sölvesborgs kommun i Blekinge län.